# Chiddingstone Castle
Chiddingstone Castle er et slot i landsbyen Chiddingstone ved Edenbridge i Kent i England. Det ligger omkring 56 km syd for London i River Medways øvre dal. Slottet er fra det tidlige 1800-tal, men der er dele af ældre bygningsværk på stedet.
Slottet genåbnede i 2008 efter en længere restaurering og har nu over 10.000 besøgende om året. En samling af bl.a. gamle japanske sværd, rustninger, genstande fra Egypten og buddhisstiske genstande er udstillet på slottet. I 2009 blev det annonceret, at der var planer om at etablere Storbritanniens største japanske have.
Derudover viser udstillingen Chiddingstone Castles historie, heriblandt slottets arkitektoniske udvikling, dets omgivelser og livet på slottet samt tiden som skole.
Slottet er lokation i filmen Værelse med Udsigt i 1986.

## Historie
Slottets historie kan spores til tidligt i 1500-tallet. Slottet har gennemgået flere artikektoniske ændringer og har været ejet af mange  personer og familier.
Et tidligt bindingsværkshus var bolig for Streatfeild-familien i tudortiden. Det blev opbygget i sten i 1670'erne. Huset blev endnu engang omdannet  omkring år 1800 ejeren Henry Streatfeild, der besluttede at ombygge huset, så det lignede en middelalderborg og bestilte arkitekten William Atkinson til at stå for ændringerne.
Atkinsons planer blev aldrig færdiggjort som følge pengemangel og blev delvist afsluttet efter tegninger af Henry Kendall i 1830'erne.
Efter år 1900 flyttede han fra slottet og det blev solgt til lord Astor i 1938. Slottet blev brugt til militærstyrker under 2. verdenskrig og til Long Dene-skolen til 1954, hvor skolen blev lukket.
I 1955 blev det solgt til Denys Eyre Bower, tidligere bankmand og antikvitetshandler, for £6.000 for at fremvise hans samlinger.
Bygningen ejes af fire fonde med efterkommere af den oprindelige Streatfeild-familie.